# الجمعية السعودية للتنمية المهنية في التعليم
الجمعية السعودية للتنمية المهنية في التعليم، هي جمعية مهنية أُسست يوم الثلاثاء 29/10/1432هـ الموافق 27/9/2011م،مقرها جامعة الملك سعود بالعاصمة الرياض، تهتم بتنمية مهارات المتخصصين في مجال التعليم، لتطوير مهاراتهم ورفع مستوى أدائهم.
من قيمها: التميز في الأداء، المبادرة، الريادة، الاستمرارية في التطوير. كما تسعى بأن تكون دارًا للخبرة والريادة في مجال التنمية المهنية في التعليم على المستوى المحلي والإقليمي.

## أهدافها
- تحسين مخرجات التعليم وخدمة المجتمع.
- السعي لتحقيق التنمية المهنية في التعليم.
- تدريب الخريجين وتأهيلهم لسوق العمل.
- تقديم الخدمات التدريبية والاستشارية.[5]

## أنشطتها
للجمعية عدة أنشطة، أهمها:
- التدريب.
- إجراء البحوث والدراسات في مجال التعليم.
- عقد المؤتمرات والندوات.
- إنشاء قاعدة معلومات للمؤلفات في مجال التعليم.[6]

## أعضاء مجلس الإدارة
| الاسم                        | المنصب                 |
| ---------------------------- | ---------------------- |
| د/ محمد بن أحمد السديري      | رئيس مجلس الإدارة      |
| د/ أحمد بن عبد العزيز آل شيخ | نائب رئيس مجلس الإدارة |
| د/ عبد الله بن غازي الدعجاني | أمين سر مجلس الإدارة   |
| أ/ بندر عبيد منير العصيمي    | أمين مال مجلس الإدارة  |
| أ/ زين بنت عبد الكريم القرشي | عضو مجلس الإدارة       |